# Alegoria Starego i Nowego Testamentu (obraz Hansa Holbeina)
Alegoria Starego i Nowego Testamentu – powstały w latach 1532–1535 obraz autorstwa niemieckiego malarza Hansa Holbeina Młodszego, znajdujący się w Szkockiej Galerii Narodowej w Edynburgu.

## Opis
Artysta przedstawił na obrazie swego rodzaju skrót Biblii. Po lewej stronie dzieła „ponurą teologię” Starego Testamentu, po prawej „teologię zbawienia” Nowego Testamentu. Stary Testament uświadamia człowiekowi jego śmiertelność, wynikającą z grzechu pierworodnego – na obrazie widnieją pierwsi rodzice, którzy pod namową węża spożywają zakazany owoc. Na szczycie Horebu ponad nimi Mojżesz przyjmuje kamienne tablice z dekalogiem. Poniżej wąż miedziany na palu, znana z Księgi Liczb scena, stanowiąca typologię ofiary krzyżowej Chrystusa. Dla ludzi Starego Przymierza na wszystkim kładł się cień śmierci w dolnym lewym rogu obrazu malarz-alegorysta przedstawił leżący w grobie ludzki szkielet. W centrum przedstawione zostało drzewo. Po stronie lewej ma ono suche gałęzie, po prawej drzewo jest zielone. Pod drzewem siedzi nagi człowiek, którego pouczają prorok Izajasz i św. Jan Chrzciciel. Po prawej stronie dzieła ukazana została teologia pełna nadziei. Zamiast miedzianego węża ofiara Chrystusa na krzyżu, zamiast śmiertelnego widoku grobu zmartwychwstający Chrystus, zamiast kamiennych tablic łaska Zbawienia, zamiast grzechu Adama i Ewy ewidentne wskazanie na Baranka Bożego, który gładzi grzechy świata. W łatwiejszym odczytaniu przesłania dzieła pomagają łacińskie napisy.